# Verbascum danubiale
Verbascum danubiale är en flenörtsväxtart som beskrevs av Simk.. Verbascum danubiale ingår i släktet kungsljus, och familjen flenörtsväxter. Inga underarter finns listade i Catalogue of Life.